# Secretaría de Hacienda y Crédito Público
La Secretaría de Hacienda y Crédito Público (SHCP) es una de las veintiún secretarías de Estado que, junto con la Consejería Jurídica del Ejecutivo Federal y la Agencia de Transformación Digital y Telecomunicaciones, conforman el gabinete legal del presidente de México. Es el despacho del poder ejecutivo federal con funciones de ministerio de Finanzas.
Es la encargada de diseñar, planear, ejecutar y coordinar las políticas públicas en materia de economía y finanzas públicas. Lo anterior incluye la realización del Plan Nacional de Desarrollo, el Presupuesto de Egresos de la Federación (Gasto público) y la Ley de Ingresos (lo que el gobierno pretende obtener del cobro de impuestos, ganancias de las empresas paraestatales y otros); intervenir en el diseño de la legislación en temas fiscales; operar la deuda pública del gobierno federal; coordinar y vigilar el sistema bancario público y privado (con excepción del Banco de México que goza de autonomía); inspeccionar y reglamentar las operaciones vinculadas a seguros, fianzas, valores y crédito; establecer las tarifas de los bienes y servicios públicos; dirigir el Servicio de Administración Tributaria; encabezar las aduanas y sus servicios; y regular la posesión de bienes inmuebles del gobierno federal.
Con el nombre de  Secretaría de Estado y del Despacho de Hacienda, fue fundada el 8 de noviembre de 1821. Fue hasta 1891 que adquirió su actual nombre.

## Logotipos

Logotipo durante la presidencia de Felipe Calderón (2006-2012)
Logotipo durante la presidencia de Enrique Peña Nieto (2012-2018)
Logotipo durante la presidencia de Andrés Manuel López Obrador (2018-2024)
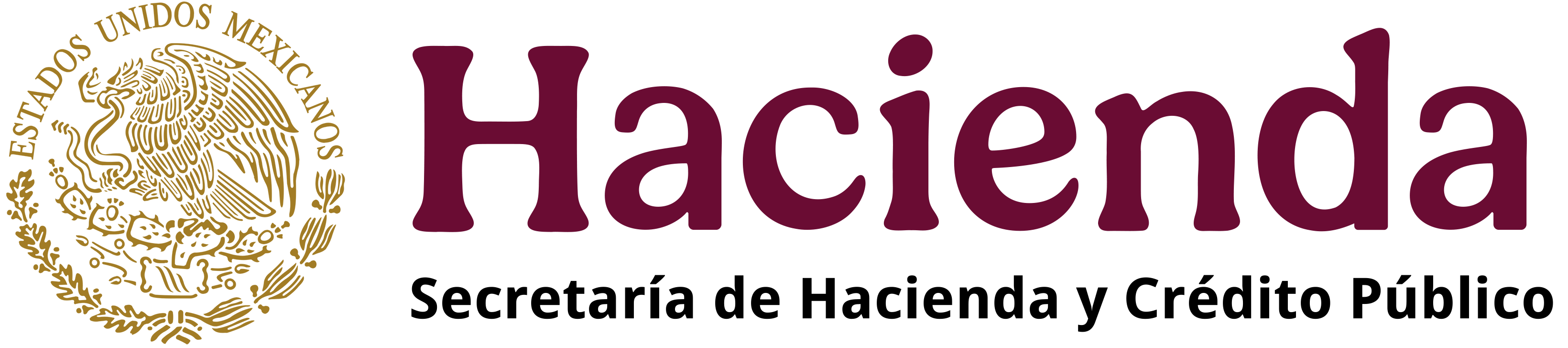
Logotipo durante la presidencia de Claudia Sheinbaum Pardo (2024-2030)

## Historia
Anterior a esta designación, el cargo se denominó Mayordomo de Propios. La función de recaudación de impuestos fue una de las primeras que México depositó en un ministerio al momento de volverse una nación independiente. Así, el 8 de noviembre de 1821, se creó la «Secretaría de Estado y del Despacho de Hacienda» con la expedición del Reglamento Provisional para el Gobierno Interior y Exterior de las Secretarías de Estado y del Despacho Universal. El 16 de noviembre de 1824 se creó la primera ley que regularía la administración pública en materia fiscal: la Ley para el Arreglo de la Administración de la Hacienda Pública. En 1843, con la adopción del régimen centralista en México, la secretaría se volvió «Ministerio de Hacienda», lo que volvería cambiar a Secretaría en 1853, agregándose la función de crédito público; de esta manera, sería denominada por primera vez Secretaría de Hacienda y Crédito Público.

## Funciones
Según la ley Orgánica de la Administración Pública Federal en su  Artículo 31 le corresponde el despacho de las siguientes funciones:

- I.- Proyectar y coordinar la planeación nacional del desarrollo y elaborar, con la participación de los grupos sociales interesados, el Plan Nacional correspondiente;
- II.- Proyectar y calcular los ingresos de la Federación y de las entidades paraestatales, considerando las necesidades del gasto público federal, la utilización razonable del crédito público y la sanidad financiera de la Administración Pública Federal;
- III.- Estudiar y formular los proyectos de leyes y disposiciones fiscales y de las leyes de ingresos de la Federación;
- IV.- (Se deroga).
- V.- Manejar la deuda pública de la federación;
- VI.- Realizar o autorizar todas las operaciones en que se haga uso del crédito público;
- VII.- Planear, coordinar, evaluar y vigilar el sistema bancario del país que comprende al Banco Central, a la Banca Nacional de Desarrollo y las demás instituciones encargadas de prestar el servicio de banca y crédito;
- VIII.- Ejercer las atribuciones que le señalen las leyes en materia de seguros, fianzas, valores y de organizaciones y actividades auxiliares del crédito;
- IX.- Determinar los criterios y montos globales de los estímulos fiscales, escuchando para ello a las dependencias responsables de los sectores correspondientes y administrar su aplicación en los casos en que lo competa a otra Secretaría;
- X. Establecer y revisar los precios y tarifas de los bienes y servicios de la administración pública federal, o bien, las bases para fijarlos, escuchando a la Secretaría de Economía y con la participación de las dependencias que correspondan;
- XI.- Cobrar los impuestos, contribuciones de mejoras, derechos, productos y aprovechamientos federales en los términos de las leyes aplicables y vigilar y asegurar el cumplimiento de las disposiciones fiscales;
- XII. Organizar y dirigir los servicios aduanales y de inspección;
- XIII.- Representar el interés de la Federación en controversias fiscales;
- XIV.- Proyectar y calcular los egresos del Gobierno Federal y de la administración pública paraestatal, haciéndolos compatibles con la disponibilidad de recursos y en atención a las necesidades y políticas del desarrollo nacional;
- XV. Formular el programa del gasto público federal y el proyecto de Presupuesto de Egresos de la Federación y presentarlos a la consideración de la persona titular del Ejecutivo Federal;
- XVI. Normar, autorizar y evaluar los programas de inversión pública de la administración pública federal;
- XVII. Llevar a cabo las tramitaciones y registros que requiera el control y la evaluación del ejercicio del gasto público federal y de los programas y presupuestos de egresos, así como presidir las instancias de coordinación que establezca el Ejecutivo Federal para dar seguimiento al gasto público y sus resultados;
- XVIII.- Formular la Cuenta Anual de la Hacienda Pública Federal;
- XIX. Coordinar la evaluación que permita conocer los resultados de la aplicación de los recursos públicos federales, así como concertar con las dependencias y entidades de la Administración Pública Federal la validación de los indicadores estratégicos, en los términos de las disposiciones aplicables;
- XX.- Fijar los lineamientos que se deben seguir en la elaboración de la documentación necesaria para la formulación del Informe Presidencial e integrar dicha documentación;
- XXI. Establecer normas, políticas y lineamientos en materia de desincorporación de activos de la Administración Pública Federal;
- XXII. (Se deroga)
- XXIII.- Vigilar el cumplimiento de las obligaciones derivadas de las disposiciones en materia de planeación nacional, así como de programación, presupuestación, contabilidad y evaluación;
- XXIV. Ejercer el control presupuestario de los servicios personales y establecer normas y lineamientos en materia de control del gasto en ese rubro;
- XXV. (Se deroga)
- XXVI. Fungir como área consolidadora de los procedimientos de contratación de seguros en favor de las personas servidoras públicas de las dependencias. Las entidades paraestatales, así como los Poderes Legislativo y Judicial, y los entes autónomos sin perjuicio de su autonomía, podrán solicitar su incorporación a las contrataciones que se realicen para las dependencias, siempre y cuando no impliquen dualidad de beneficios para las personas servidoras públicas;
- XXVII. Establecer normas y lineamientos en materia de control presupuestario;
- XXVIII. (Se deroga)
- XXIX. Conducir la política inmobiliaria de la Administración Pública Federal, salvo por lo que se refiere a las playas, zona federal marítimo terrestre, terrenos ganados al mar o cualquier depósito de aguas marítimas y demás zonas federales; administrar los inmuebles de propiedad federal cuando no estén asignados a alguna dependencia o entidad, así como llevar el registro público de la propiedad inmobiliaria federal y el inventario general correspondiente;
- XXX. Regular la adquisición, arrendamiento, enajenación, destino o afectación de los bienes inmuebles de la Administración Pública Federal y, en su caso, representar el interés de la Federación; expedir las normas y procedimientos para la formulación de inventarios, para la realización y actualización de los avalúos sobre dichos bienes, así como expedir normas técnicas, autorizar y, en su caso, proyectar, construir, rehabilitar, conservar o administrar, directamente o a través de terceros, los edificios públicos y, en general, los bienes inmuebles de la Federación;
- XXXI. (Se deroga)
- XXXII. Nombrar y remover a las personas titulares de las Unidades de Administración y Finanzas o equivalentes, así como, en su caso, a las personas servidoras públicas de los dos niveles jerárquicos inmediatos inferiores adscritas a dichas unidades. Asimismo, proponer al órgano de gobierno de las entidades paraestatales de la Administración Pública Federal, el nombramiento y la remoción de las personas titulares de sus Unidades de Administración y Finanzas o equivalentes;
- XXXIII. Fungir como área consolidadora de los procedimientos de compra de bienes y contratación de servicios que se determinen en términos de las disposiciones jurídicas aplicables. Para tales efectos, llevará a cabo los actos de planeación, investigación de mercado y procedimientos de contratación correspondientes, y
- XXXIV. Los demás que le atribuyan expresamente las leyes y reglamentos.

## Organigrama
Para llevar a cabo dichas funciones la Secretaría de Hacienda y Crédito Público, cuenta con la siguiente estructura:
- Secretaría de Hacienda y Crédito Público
  - Unidad de Comunicación Social y Vocero
  - Unidad de Productividad Económica
  - Unidad de Inteligencia Financiera
  - Órgano Interno de Control
  - Subsecretaría de Hacienda y Crédito Público
    - Unidad de Planeación Económica de la Hacienda Pública
    - Unidad de Crédito Público
    - Unidad de Banca de Desarrollo
    - Unidad de Banca, Valores y Ahorro
    - Unidad de Seguros, Pensiones y Seguridad Social
    - Unidad de Asuntos Internacionales de Hacienda

  - Subsecretaría de Ingresos
    - Unidad de Política de Ingresos No Tributarios
    - Unidad de Política de Ingresos Tributarios
    - Unidad de Legislación Tributaria
    - Unidad de Coordinación con Entidades Federativas
    - Unidad de Ingresos sobre Hidrocarburos

  - Subsecretaría de Egresos
    - Unidad de Inversiones
    - Unidad de Política y Control Presupuestario
    - Unidad de Evaluación del Desempeño
    - Unidad de Contabilidad Gubernamental
    - Dirección General Jurídica de Egresos

  - Oficialía Mayor
  - Procuraduría Fiscal de la Federación
  - Tesorería de la Federación

### Órganos dependientes, desconcentrados y entidades

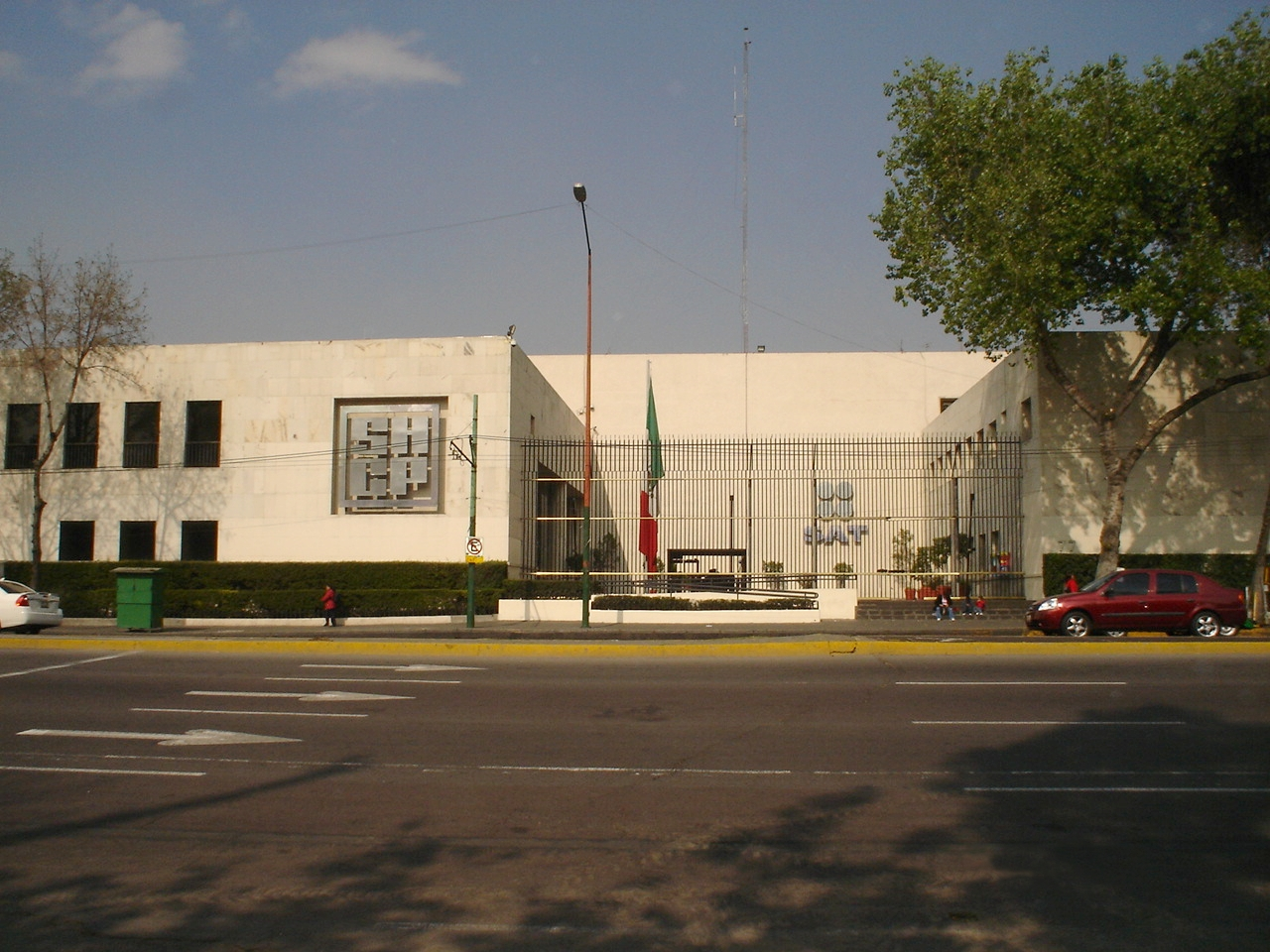
Oficinas centrales del SAT en Ciudad de México.

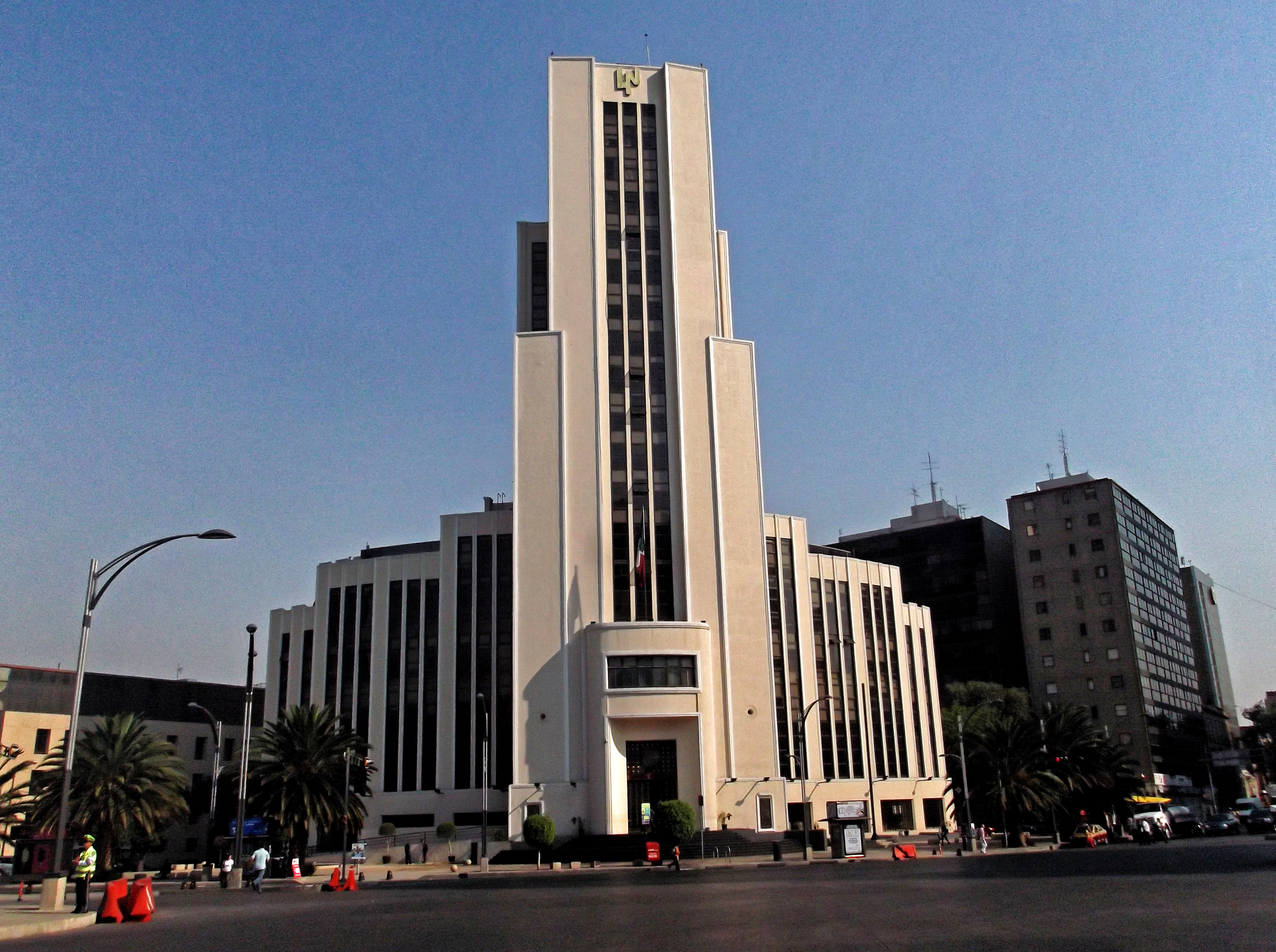
Edificio El Moro, sede de la Lotería Nacional, en Paseo de la Reforma.

| Tipo                                          | Organismo                                                                                          |
| --------------------------------------------- | -------------------------------------------------------------------------------------------------- |
| Organismos desconcentrados                    | Servicio de Administración Tributaria (SAT)                                                        |
| Organismos desconcentrados                    | Comisión Nacional Bancaria y de Valores (CNBV)                                                     |
| Organismos desconcentrados                    | Comisión Nacional de Seguros y Fianzas (CNSF)                                                      |
| Organismos desconcentrados                    | Comisión Nacional del Sistema de Ahorro para el Retiro (Consar)                                    |
| Organismos desconcentrados                    | Instituto de Administración y Avalúos de Bienes Nacionales (INDAABIN)                              |
| Organismos descentralizados                   | Comisión Nacional para la Protección y Defensa de los Usuarios de Servicios Financieros (Condusef) |
| Organismos descentralizados                   | Casa de Moneda de México                                                                           |
| Organismos descentralizados                   | Financiera Rural (FND)                                                                             |
| Organismos descentralizados                   | Instituto para la Protección al Ahorro Bancario (IPAB)                                             |
| Organismos descentralizados                   | Lotería Nacional para la Asistencia Pública (Lotenal)                                              |
| Organismos descentralizados                   | Pronósticos para la Asistencia Pública                                                             |
| Organismos descentralizados                   | Instituto para Devolver al Pueblo lo Robado (INDEP)                                                |
| Empresas de Participación Estatal Mayoritaria | Agroasemex, S.A.                                                                                   |
| Empresas de Participación Estatal Mayoritaria | Banco del Bienestar, S.N.C                                                                         |
| Empresas de Participación Estatal Mayoritaria | Banco Nacional de Comercio Exterior, S.N.C. (Bancomext)                                            |
| Empresas de Participación Estatal Mayoritaria | Banco Nacional de Obras y Servicios Públicos, S.N.C. (Banobras)                                    |
| Empresas de Participación Estatal Mayoritaria | Banco Nacional del Ejército, Fuerza Aérea y Armada, S.N.C. (Banjército)                            |
| Empresas de Participación Estatal Mayoritaria | Nacional Financiera, S.N.C. (Nafin)                                                                |
| Empresas de Participación Estatal Mayoritaria | Sociedad Hipotecaria Federal, S.N.C. (SHF)                                                         |
| Fideicomisos Públicos                         | Fondo de Capitalización e Inversión del Sector Rural (Focir)                                       |
| Fideicomisos Públicos                         | Fideicomisos Instituidos en Relación con la Agricultura* (FIRA)                                    |
| *Con el Banco de México como fiduciario.      | |

## Secretarios de Hacienda y Crédito Público (desde 1920)

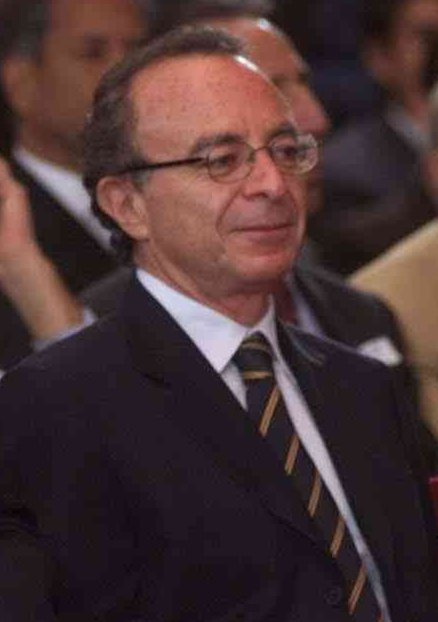
Guillermo Ortiz Martínez, 1994-1997

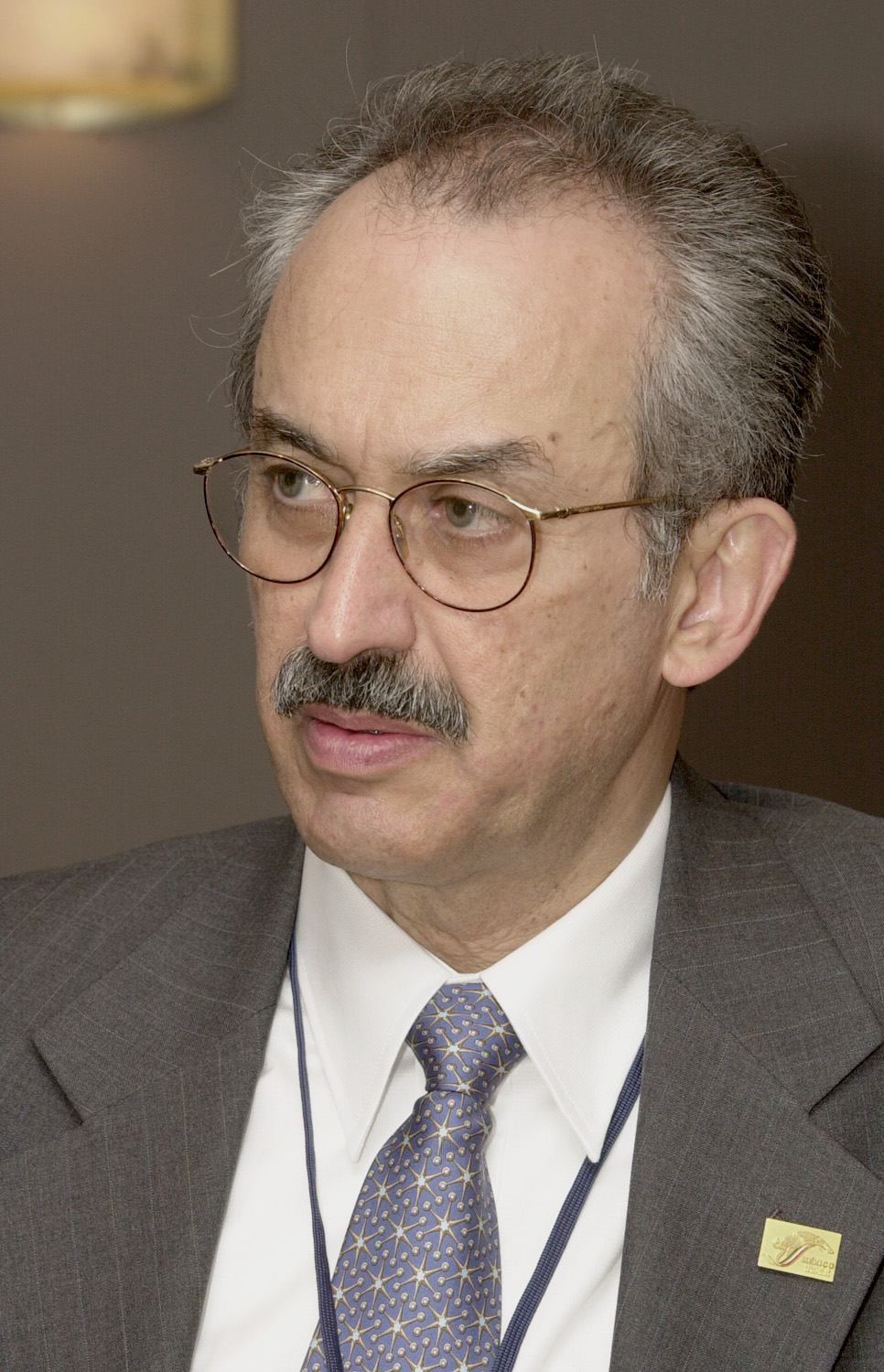
Francisco Gil Díaz, 2000-2006

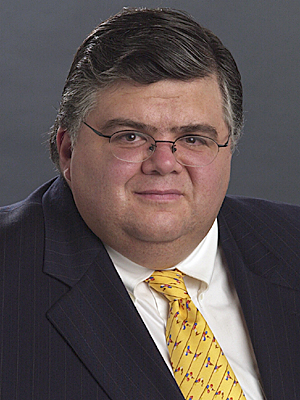
Agustín Carstens Carstens, 2006-2009

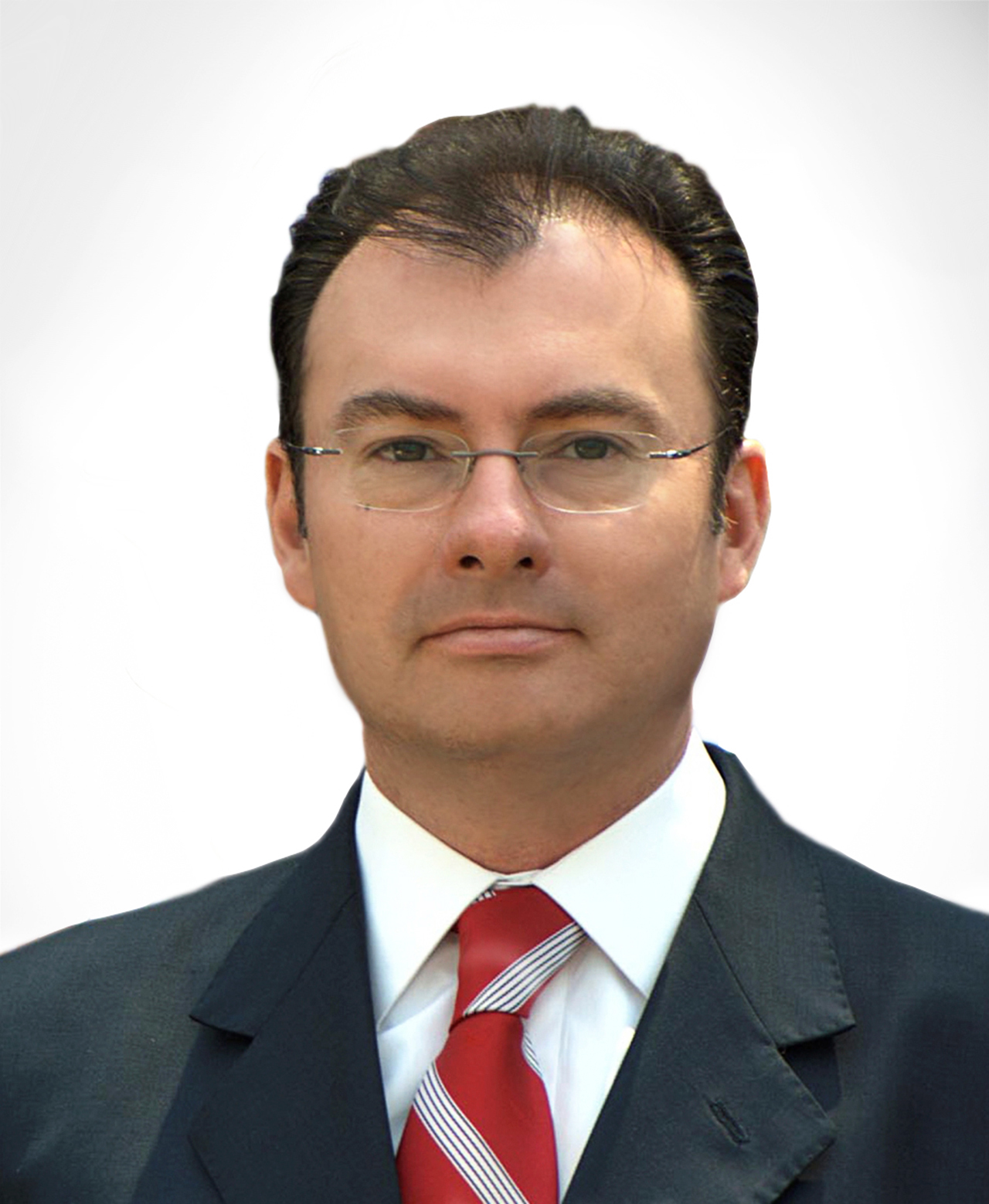
Luis Videgaray, 2012-2016

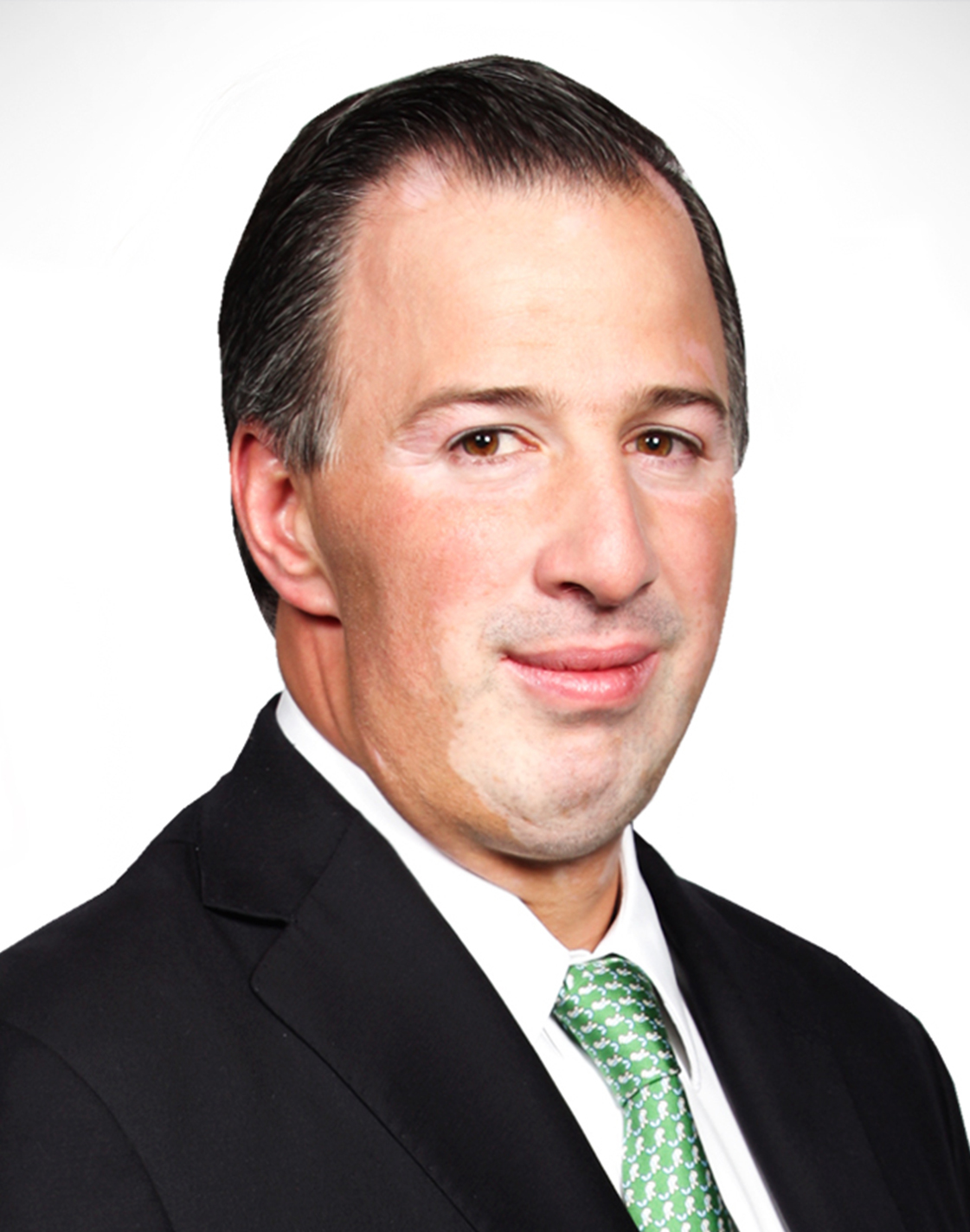
José Antonio Meade Kuribreña, 2016-2017 y 2011-2012

- Gobierno de Álvaro Obregón (1920 - 1924)
  - (1920 - 1923): Adolfo de la Huerta
  - (1923 - 1924): Alberto J. Pani

- Gobierno de Plutarco Elías Calles (1924 - 1928)
  - (1924 - 1927): Alberto J. Pani
  - (1927 - 1928): Luis Montes de Oca

- Gobierno de Emilio Portes Gil (1928 - 1930)
  - (1928 - 1930): Luis Montes de Oca

- Gobierno de Pascual Ortiz Rubio (1930 - 1932)
  - (1930 - 1932): Luis Montes de Oca
  - (1932): Alberto J. Pani

- Gobierno de Abelardo L. Rodríguez (1932 - 1934)
  - (1932 - 1933): Alberto J. Pani
  - (1933 - 1934): Plutarco Elías Calles
  - (1934): Marte R. Gómez

- Gobierno de Lázaro Cárdenas (1934 - 1940)
  - (1934 - 1935): Narciso Bassols
  - (1935 - 1940): Eduardo Suárez Aránzolo

- Gobierno de Manuel Ávila Camacho (1940 - 1946)
  - (1940 - 1946): Eduardo Suárez Aránzolo

- Gobierno de Miguel Alemán Valdés (1946 - 1952)
  - (1946 - 1952): Ramón Beteta Quintana

- Gobierno de Adolfo Ruiz Cortines (1952 - 1958)
  - (1952 - 1958): Antonio Carrillo Flores

- Gobierno de Adolfo López Mateos (1958 - 1964)
  - (1958 - 1964): Antonio Ortiz Mena

- Gobierno de Gustavo Díaz Ordaz (1964 - 1970)
  - (1964 - 1970): Antonio Ortiz Mena
  - (1970): Hugo B. Margáin

- Gobierno de Luis Echeverría Álvarez (1970 - 1976)
  - (1970 - 1973): Hugo B. Margáin
  - (1973 - 1975): José López Portillo
  - (1975 - 1976): Mario Ramón Beteta

- Gobierno de José López Portillo (1976 - 1982)
  - (1976 - 1977): Julio Rodolfo Moctezuma
  - (1977 - 1982): David Ibarra Muñoz
  - (1982): Jesús Silva-Herzog Flores

- Gobierno de Miguel de la Madrid (1982 - 1988)
  - (1982 - 1986): Jesús Silva-Herzog Flores
  - (1986 - 1988): Gustavo Petricioli

- Gobierno de Carlos Salinas de Gortari (1988 - 1994)
  - (1988 - 1994): Pedro Aspe Armella

- Gobierno de Ernesto Zedillo (1994 - 2000)
  - (1994): Jaime Serra Puche
  - (1994 - 1997): Guillermo Ortiz Martínez
  - (1998 - 2000): José Ángel Gurría

- Gobierno de Vicente Fox (2000 - 2006)
  - (2000 - 2006): Francisco Gil Díaz

- Gobierno de Felipe Calderón (2006 - 2012)
  - (2006 - 2009): Agustín Carstens
  - (2009 - 2011): Ernesto Cordero
  - (2011 - 2012): José Antonio Meade Kuribreña

- Gobierno de Enrique Peña Nieto (2012 - 2018)
  - (2012 - 2016): Luis Videgaray
  - (2016 - 2017): José Antonio Meade Kuribreña
  - (2017 - 2018): José Antonio González Anaya

- Gobierno de Andrés Manuel López Obrador (2018 - 2024)
  - (2018 - 2019): Carlos Manuel Urzúa Macías
  - (2019 - 2021): Arturo Herrera Gutiérrez
  - (2021 - 2024): Rogelio Ramírez de la O

- Gobierno de Claudia Sheinbaum (2024 - 2030)
  - (2024 - 2025): Rogelio Ramírez de la O
  - (2025 - ): Edgar Amador Zamora